# 제임스 엔소르
제임스 시드니 앙소르(영어: James Sidney Ensor, 1860년 4월 13일 오스텐더 ~ 1949년 11월 19일 오스텐더)는 벨기에의 화가이다.

## 생애
오스텐더에서 잉글랜드인 아버지와 벨기에인 어머니 사이에서 태어났다. 1877년부터 1880년까지 브뤼셀 왕립 미술 아카데미에 재학했지만 인생의 대부분을 오스텐더에서 보냈다. 1883년에는 자신이 출품한 미술 작품이 브뤼셀에서 열린 전시회에서 거절당하자 예술가 집단인 20인회(Les XX)를 결성했다.
처음에는 빛에 대해 관심을 가졌기 때문에 에두아르 마네와 같은 인상주의 화가의 영향을 받아서 사실적인 이미지를 담은 그림을 제작했다. 그렇지만 1885년부터 해골, 유령, 가면을 소재로 한 그림을 제작했을 정도로 괴기한 이미지, 환상의 이미지를 담은 그림을 제작했다.
주요 작품으로는 《소란스러운 가면》(1883년), 《해안의 카니발》(1887년), 《1889년 브뤼셀에 입성한 그리스도》(1889년), 《교수형된 사람의 육체를 얻으려고 싸우는 해골들》(1891년) 등이 있다. 그 외에 괴기한 이미지를 담은 판화도 제작했다. 1929년에는 벨기에의 알베르 1세 국왕으로부터 남작 작위를 받았으며 1933년에는 프랑스의 레지옹 도뇌르 훈장을 받았다.
그가 제작한 그림들은 어머니가 운영하던 가게에서 영향을 받은 경우가 많았으며 화려한 색채를 띠는 경우가 많았다. 그가 제작한 그림들 중에서 높은 평가를 받는 작품들은 1880년대부터 1900년대 사이에 제작된 작품들이다. 반면 1900년대 이후에 제작된 그의 그림들에 대한 평가는 별로 높지 않은 편이다.